# Stockage d'énergie de réseau

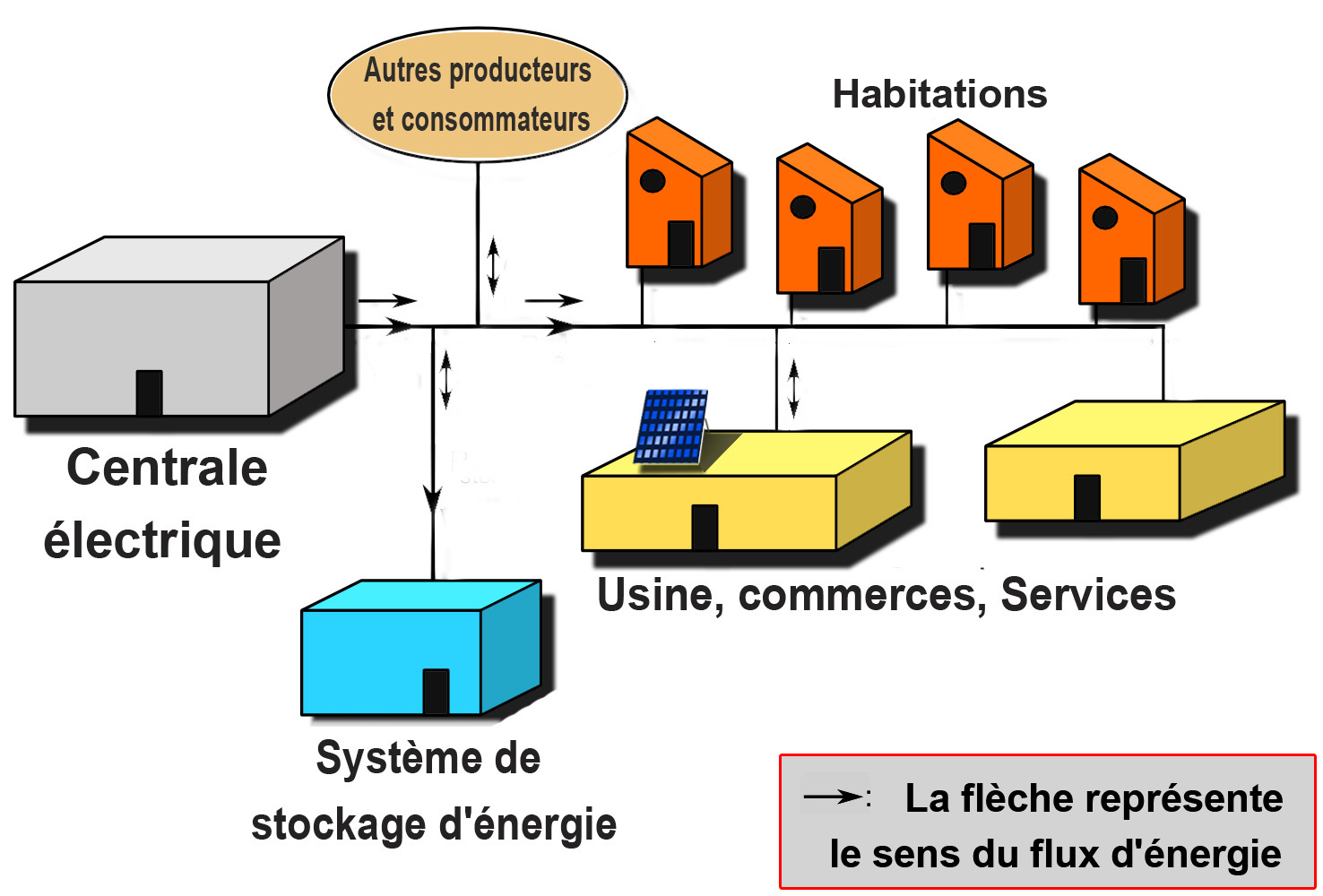
Réseau électrique simplifié avec stockage d'énergie.

Flux d'énergie simplifié du réseau avec et sans stockage d'énergie, idéalisé pour le cours d'une journée

Le stockage d'énergie de réseau (également appelé stockage d'énergie à grande échelle) est un ensemble de méthodes utilisées pour le stockage d'énergie à grande échelle au sein d'un réseau électrique. L'énergie électrique est stockée pendant les périodes où l'électricité est abondante et peu coûteuse (en particulier à partir de sources d'énergie intermittentes telles que l'électricité renouvelable provenant de l'énergie éolienne, de l'énergie marémotrice et de l'énergie solaire) ou lorsque la demande est faible. L'énergie stockée est réinjectée dans le réseau lorsque la demande est élevée, et lorsque les prix de l'électricité ont tendance à être plus élevés.
En 2020, la plus importante forme de stockage d'énergie de réseau est l'hydroélectricité de barrage, avec à la fois la production hydroélectrique conventionnelle et l'hydroélectricité par pompage-turbinage,.
Les développements des batteries électriques ont permis l'apparition de projets commercialement viables de stockage d'énergie pendant les pics de production et de restitution pendant les pics de demande, et aussi de mise à disposition pour les cas de chutes production inattendus, le temps de mettre en réseau des ressources à réponse plus lente.
L'utilisation de centrales électriques d'appoint (peaking power plants) pour combler les carences d'approvisionnement et la réponse à la demande pour déplacer la charge à d'autres moments demeurent deux alternatives au stockage de réseau.

## Avantages
Tout réseau électrique doit faire correspondre la production d'électricité à la consommation, qui varie considérablement dans le temps. Toute combinaison de stockage d'énergie et de réponse à la demande présente les avantages suivants :
- les centrales électriques à combustible (c'est-à-dire le charbon, le pétrole, le gaz, le nucléaire) peuvent être exploitées plus efficacement et plus facilement à des niveaux de production constants
- l'électricité produite par des sources intermittentes peut être stockée et utilisée plus tard, alors qu'elle devrait autrement être transportée pour être vendue ailleurs, ou arrêtée
- la capacité de production de pointe ou de transmission peut être réduite par le potentiel total de tout le stockage plus les charges reportables (voir gestion de la demande), ce qui permet d'économiser les dépenses de cette capacité
- la tarification est plus lisse. Le coût du stockage ou de la gestion de la demande est inclus dans la tarification, de sorte qu'il y a moins de variations dans les tarifs d'électricité facturés aux clients, ou moins de perte pour le service public si les tarifs sont maintenus stables par la loi. Ceci grâce à la vente au prix fort aux heures de pointe lors du pic de la demande par de l'électricité de gros importée.
- la préparation aux situations d'urgence - les besoins vitaux peuvent être comblés de manière fiable même en l'absence de transmission ou de génération tandis que les besoins non-essentiels peuvent être reportés

L'énergie provenant de sources solaires, marémotrices et éoliennes est variable par nature — la quantité d'électricité produite change selon l'heure de la journée, la phase de la lune, la saison et des facteurs aléatoires tels que la météo —. Ainsi, les énergies renouvelables en l'absence de stockage présentent des défis particuliers pour les services publics d'électricité. Bien que le raccordement de nombreuses sources éoliennes distinctes puisse réduire la variabilité globale, l'énergie solaire, quant à elle, n'est pas disponible la nuit et l'énergie marémotrice change avec la lune, de sorte que les étales se produisent jusqu'à quatre fois par jour.
Un service public donné peut être affecté de façons très variables. Pendant un pic de consommation en été, une plus grande quantité d'énergie solaire peut généralement être injectée directement en rapport avec la demande. En hiver, dans une moindre mesure, le vent est en partie corrélé à la demande de chauffage et peut être utilisé pour répondre à cette demande. En fonction de ces facteurs, au-delà d'environ 20 à 40 % de la production totale, les sources intermittentes connectées au réseau telles que l'énergie solaire et l'énergie éolienne ont tendance à nécessiter des investissements dans les interconnexions au réseau, le stockage de l'énergie du réseau ou la gestion de la demande.
Dans un réseau électrique sans stockage d'énergie, la production s'appuie sur l'énergie stockée dans les combustibles (charbon, biomasse, gaz naturel, nucléaire). Celle-ci doit être harmonisée aux hausses et aux baisses de la production à partir de sources intermittentes (voir le suivi de charge). Alors que l'activité des centrales hydroélectriques et des centrales au gaz naturel peut être rapidement augmentée ou réduite pour suivre les variations du vent, les centrales au charbon et nucléaires mettent un temps considérable à répondre à la charge. Les services publics avec moins de production de gaz naturel ou d'hydroélectricité dépendent donc davantage de la gestion de la demande, des interconnexions au réseau ou du stockage par pompage qui peut être coûteux.
Le cabinet de conseil français Yole Développement estime que le marché du « stockage stationnaire » pourrait représenter une opportunité de 13,5 milliards de dollars d'ici 2023, contre moins d'un en 2015.

### Gestion de la demande et stockage en réseau

Idée des unités et de l'échelle pour la production et la consommation d'énergie électrique

Du côté de la demande, on peut également stocker l'électricité du réseau par la charge d'une batterie. Un véhicule électrique, par exemple stocke de l'énergie pour lui-même et des radiateurs à accumulation, un stockage de chauffage urbain ou un stockage de glace constituent un stockage thermique pour les bâtiments. À l'heure actuelle, celui-ci ne sert qu'à décaler la consommation vers les heures creuses de la journée, aucune électricité n'est restituée au réseau.
Le besoin de stockage sur le réseau pour fournir une puissance de pointe est réduit par la tarification en fonction de la durée d'utilisation, l'un des avantages des compteurs intelligents. Au niveau des ménages, les consommateurs peuvent choisir des heures à tarif moins coûteux pour laver et sécher les vêtements, utiliser le lave-vaisselle, prendre des douches et cuisiner. De plus, les utilisateurs commerciaux et industriels profiteront des économies de coûts en reportant certains processus aux heures creuses.
Les impacts régionaux du fonctionnement imprévisible de l'énergie éolienne ont créé un nouveau besoin de réponse interactive à la demande, où le service public communique avec l'usager. Historiquement, cela n'a été fait qu'en coopération avec de grands consommateurs industriels, mais peut maintenant être étendu à des réseaux entiers. Quelques projets à grande échelle en Europe, par exemple, permettent de modifier la consommation de congélateurs alimentaires industriels en s'adaptant aux variations de l'énergie éolienne, provoquant de petites variations de température. Si elles étaient communiquées à l'échelle du réseau, de petites modifications des températures de chauffage/refroidissement modifieraient instantanément la consommation sur l'ensemble du réseau.
Un rapport publié en décembre 2013 par le ministère de l'Énergie des États-Unis décrit en outre les avantages potentiels des techniques secondaires de stockage d'énergie et de la demande au réseau électrique :

« Moderniser le système électrique aidera la nation relever le défi de gérer les besoins, y compris l'énergie projetée, face au changement climatique en intégrant davantage d'énergie provenant de sources renouvelables et en améliorant l'efficacité des processus énergétiques non renouvelables. Les progrès du réseau électrique doivent maintenir un système de distribution d'électricité robuste et résilient, et le stockage de l'énergie peut jouer un rôle important pour relever ces défis en améliorant les capacités d'exploitation du réseau, en réduisant les coûts et en garantissant une fiabilité élevée, ainsi qu'en différant et en réduisant les investissements en infrastructures. Enfin, le stockage de l'énergie peut jouer un rôle déterminant dans la préparation aux situations d'urgence en raison de sa capacité à fournir une alimentation de secours ainsi que des services de stabilisation du réseau »

. Le rapport a été rédigé par un groupe central de développeurs représentant l'Office of Electricity Delivery and Energy Reliability, ARPA-E, Office of Science, Office of Energy Efficiency and Renewable Energy, Sandia National Laboratories et Pacific Northwest National Laboratory ; qui sont tous engagés dans le développement du stockage d'énergie du réseau.

### Stockage d'énergie pour les applications de réseau
Les actifs de stockage d'énergie sont un atout précieux pour le réseau électrique. Ils peuvent octroyer des avantages et des services tels que la gestion de la charge, la qualité de l'alimentation et l'alimentation sans interruption pour assurer l'efficacité et la sécurité de l'approvisionnement. Cela devient de plus en plus important au regard de la transition énergétique et de la nécessité d'un système énergétique plus efficace et durable.
De nombreuses techniques de stockage d'énergie (hydroélectricité à accumulation par pompage, batterie électrique batterie à flux, stockage à volant d'inertie, supercondensateur, etc.) conviennent aux applications à l'échelle du réseau, mais leurs caractéristiques diffèrent. Par exemple, un pompage-turbinage hydraulique est bien adapté aux applications de gestion à la demande en raison de ses grandes capacités et de ses capacités de puissance. Cependant, les emplacements appropriés sont peu nombreux et leur utilité s'estompe lorsqu'il s'agit de résoudre des problèmes localisés de qualité de l'alimentation. D'autre part, les volants d'inertie et les condensateurs sont les plus efficaces pour maintenir la qualité de l'alimentation, mais manquent de capacités de stockage pour des applications plus importantes. Ces contraintes sont des limitations systémiques à gérer au sein d'un réseau de stockage.
Plusieurs études ont porté un intérêt sur la pertinence ou la sélection du stockage d'énergie optimal pour des applications données. Les études disponibles sur le sujet comprennent les informations disponibles sur l'optimisation et comparent les utilisations du stockage en fonction des projets existants en cours,. D'autres études vont plus loin dans l'évaluation des solutions de stockage d'énergie entre elles et classent leur aptitude en fonction d'une analyse de décision à critères multiples,. Un article a proposé un schéma d'évaluation par l'étude et la modélisation du stockage en tant que circuits équivalents,. Une approche d'indexation, encore embryonnaire, a également été suggérée dans d'autres études. Afin d'augmenter le potentiel économique des systèmes de stockage d'énergie connectés au réseau, il est intéressant d'envisager une offre avec plusieurs services pour une ou plusieurs applications d'un système de stockage d'énergie. Ce faisant, plusieurs sources de revenus peuvent être obtenues par un seul stockage et ainsi augmenter également le degré d'utilisation. Pour citer deux exemples, une combinaison de réponse en fréquence et de services de réserve est examinée tandis que l'écrêtage des pics de charge et le lissage de puissance sont pris en compte.

## Formes

### Air

#### Air comprimé
La méthode de stockage d'air comprimé en réseau consiste principalement à utiliser de l'électricité hors pic de demande ou produite de manière renouvelable pour comprimer l'air, qui est généralement stocké dans une ancienne mine ou dans un autre type de caractéristique géologique. Lorsque la demande d'électricité est élevée, l'énergie est restituée en chauffant l'air comprimé avec une petite quantité de gaz naturel, qui passe ensuite dans des turbodétendeurs pour produire de l'électricité.
Le stockage d'air comprimé est généralement efficace entre 60 et 90 %.

#### Air liquide
Comprimer et refroidir l'air, en le transformant en air liquide est une autre méthode de stockage d'électricité, qui peut être stockée et détendue en cas de besoin, en faisant tourner une turbine, générant de l'électricité, avec une efficacité de stockage allant jusqu'à 70 %.
Une usine commerciale de stockage d'énergie par l'air liquide est en construction dans le nord de l'Angleterre,,, avec une exploitation commerciale prévue en 2022. La capacité de stockage d'énergie de 250 MWh de la centrale représente près du double de la capacité de la plus grande batterie lithium-ion existante au monde, la Hornsdale Power Reserve en Australie-Méridionale.

### Batteries

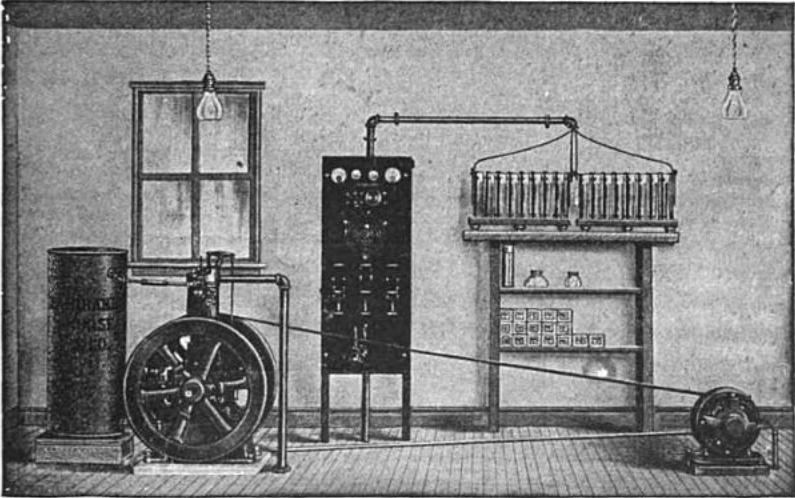
Une installation d'éclairage à courant continu de 900 watts en 1917, utilisant 16 cellules de batterie au plomb séparées (32 volts).

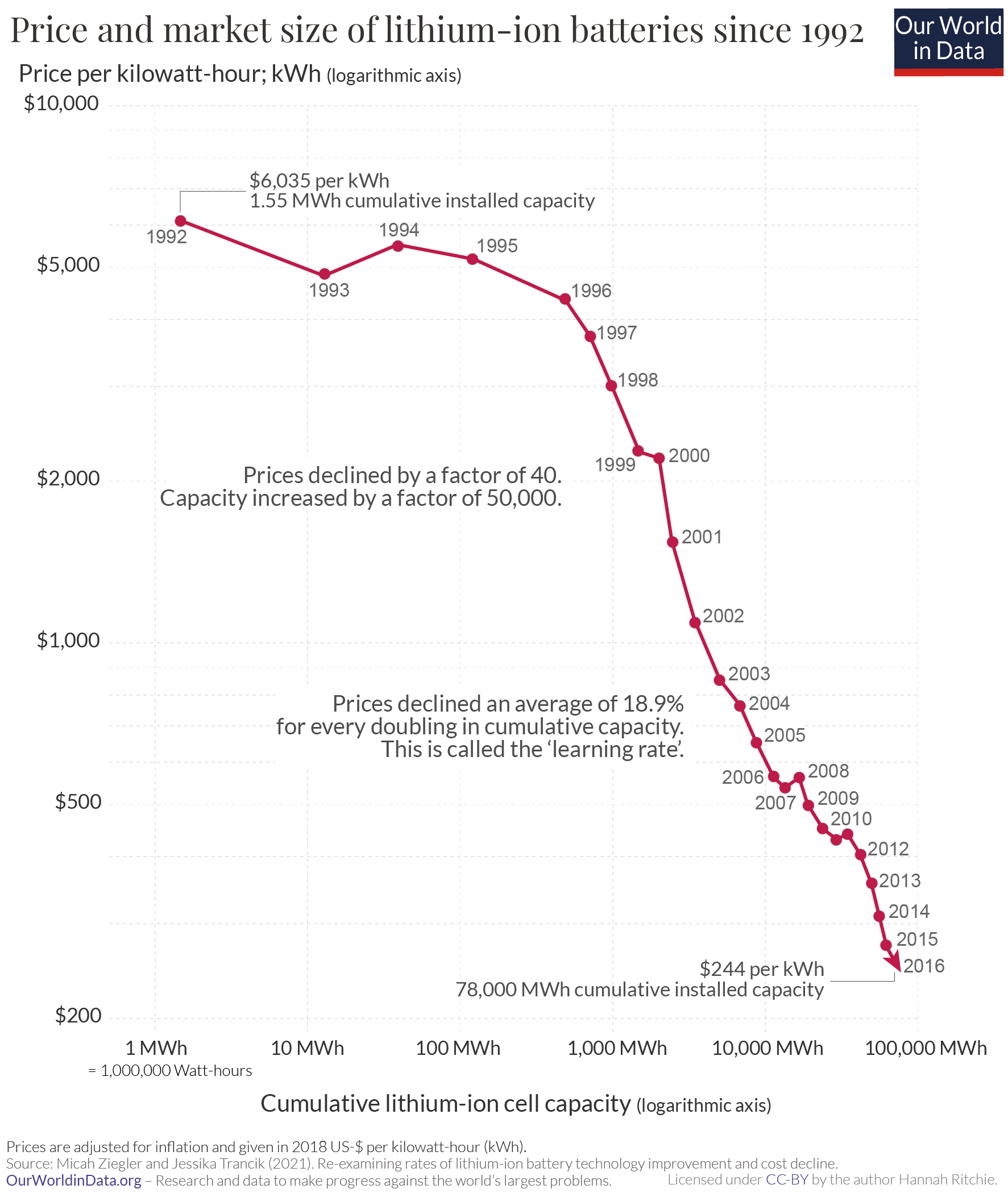
Courbe des coûts des batteries lithium-ion : le prix des batteries a baissé de 97 % en trois décennies.

Le stockage par batterie a été utilisé au début de l'énergie électrique à courant continu. Là où le courant alternatif du réseau n'était pas facilement disponible, des installations d'éclairage isolées alimentées par des éoliennes ou des moteurs à combustion interne fournissaient l'éclairage et l'alimentation de petits moteurs. Le système de batterie pouvait être utilisé pour faire fonctionner la charge sans démarrer le moteur ou lorsque le vent était calme. Une série de batteries au plomb-acide dans des bocaux en verre fournissait à la fois de l'énergie pour éclairer les lampes, ainsi que pour démarrer un moteur pour recharger les batteries. La technique de stockage sur batterie est généralement efficace entre 80 % et plus de 90 % pour les nouveaux appareils lithium-ion,.
Les systèmes de batteries connectés à de grands convertisseurs à semi-conducteurs ont été utilisés pour stabiliser les réseaux de distribution d'énergie. Certaines batteries de réseau sont colocalisées avec des centrales d'énergie renouvelable, soit pour lisser la puissance fournie par la production éolienne ou solaire intermittente, soit pour déplacer la puissance de sortie vers d'autres heures de la journée lorsque la centrale renouvelable ne peut pas produire d'énergie directement. Ces systèmes hybrides (production et stockage) peuvent soit alléger la pression sur le réseau lors de la connexion de sources renouvelables, soit être utilisés pour atteindre l'autosuffisance et travailler « hors réseau ».
Les batteries pour stockage stationnaire ne souffrent pas de contraintes de masse ou de volume, contrairement à celles des véhicules électriques. Cependant, en raison des grandes quantités d'énergie et de puissance impliquées, le coût par unité de puissance ou d'énergie est crucial. La métrique pertinente pour évaluer l'intérêt d'une technique pour le stockage à l'échelle du réseau est le $/Wh (ou $/W) plutôt que le Wh/kg (ou W/kg). Le stockage électrochimique sur réseau a été rendu possible grâce au développement du véhicule électrique, qui a induit une baisse rapide des coûts de production des batteries en dessous de 300 $/kWh. En optimisant la chaîne de production, les grands industriels visent à atteindre 150 $/kWh d'ici fin 2020. Ces batteries reposent sur une technique lithium-ion, adaptée aux applications mobiles (coût élevé, haute densité). Les techniques optimisées pour le réseau doivent se concentrer sur un faible coût par kWh.

#### Techniques de batterie orientées réseau
Les accumulateurs sodium-ion sont une alternative bon marché et durable au lithium-ion, car le sodium est beaucoup plus abondant et moins cher que le lithium, mais sa densité de puissance est inférieure. Cependant, ils sont encore aux premiers stades de leur développement.
Les techniques orientées vers les moteurs d'automobiles reposent sur des électrodes solides, qui présentent une densité d'énergie élevée mais nécessitent un processus de fabrication coûteux. Les électrodes liquides représentent une alternative moins chère et moins dense car elles ne nécessitent aucun traitement.

##### Batteries au sel fondu/métal liquide
Les batteries de ce type sont composées de deux alliages métalliques en fusion séparés par un électrolyte. Elles sont simples à fabriquer mais nécessitent une température de plusieurs centaines de degrés Celsius pour maintenir les alliages à l'état liquide. Cette technique comprend ZEBRA, les batteries sodium-soufre et le métal liquide. Les batteries sodium-soufre sont utilisées pour le stockage sur réseau au Japon et aux États-Unis. La matière est un électrolyte solide bêta-alumine. La batterie à métal liquide, développée par le groupe du Pr Donald Sadoway, utilise des alliages de magnésium et d'antimoine séparés par un sel fondu électriquement isolant. Elle est mise sur le marché par la société Ambri, issue du MIT, actuellement engagée à installer un premier système de 250 MWh pour la société de centres de données TerraScale près de Reno, au Nevada,.

##### Batteries à flux
Dans les batteries à flux rechargeables, les électrodes liquides sont composées de métaux de transition dans de l'eau à température ambiante. Ils peuvent être utilisés comme support de stockage à réponse rapide. Les batteries redox au vanadium font partie de ce type de batterie à flux. On trouve divers types de ces batteries de flux installés sur de nombreux sites, notamment ; le parc éolien de Huxley Hill (Australie), Tomari Wind Hills à Hokkaidō (Japon), ainsi que dans des applications non-éoliennes. Une batterie de flux 12 MW/h devait être installée sur le parc éolien de Sorne Hill (Irlande). Ces systèmes de stockage sont conçus pour lisser les fluctuations et l'intermittence du vent. L'utilisation de bromure d'hydrogène a été proposé pour une batterie de type à flux à échelle utilitaire.

#### Exemples d'installations
À Porto Rico, un système de batteries d'une capacité de 20 mégawatts pendant 15 minutes (5 mégawattheures) stabilise la fréquence de l'énergie électrique produite sur l'île. Une baie de batteries au nickel-cadmium de 27 mégawatts de 15 minutes, ou 6,75 mégawatts-heures, a été installée à Fairbanks en Alaska en 2003 pour stabiliser le voltage à l'extrémité d'une longue ligne de transmission.
En 2014, le projet de stockage d'énergie de Tehachapi a été commandé par Southern California Edison.
En 2016, une batterie zinc-ion a été proposée pour une utilisation de stockage de réseau.
La California Public Utilities Commission a installé 396 piles de batteries Tesla de la taille d'un réfrigérateur à Ontario, en Californie, en 2017, à la sous-station de Mira Loma. Les piles sont déployées en deux modules de 10 MW chacun (soit 20 MW), chacun capable de fonctionner pendant 4 heures, soit jusqu'à 80 MWh de stockage. 15 000 foyers peuvent être alimentés pendant plus de quatre heures par ce dispositif.
L'entreprise chinoise BYD propose d'utiliser des techniques de batteries grand public conventionnelles telles que la batterie au phosphate de fer et de lithium (LiFePO4), en connectant de nombreuses batteries en parallèle, à Hong-Kong.
Les plus grandes batteries de stockage de réseau aux États-Unis comprennent les batteries de 31,5 MW à la centrale électrique de Grand Ridge dans l'Illinois et à Beech Ridge, Virginie-Occidentale. Deux batteries construites en 2015 incluent la 400 MWh (100 MW pendant 4 heures) dans le Projet Southern California Edison et le 52 MWh sur l'île de Kauai, Hawaï pour décaler la totalité de la production d'une ferme solaire de 13 MW vers la soirée. À Fairbanks, Alaska, deux batteries restituent 40 MW pendant 7 minutes en utilisant des cellules Ni-Cd, et à Notrees, Texas, des batteries au plomb redonnent une puissance de 36 MW pendant 40 minutes,. Une baie de 13 MWh composée de batteries usagées des voitures à propulsion électrique intelligentes de Daimler est en cours de construction à Lünen, en Allemagne, avec une seconde durée de vie calculée à 10 ans.
En 2015, une batterie de stockage de 221 MW a été installée aux États-Unis, avec une capacité totale qui devrait atteindre 1,7 GW en 2020.
Le Royaume-Uni a installé une batterie de réseau au lithium-ion de 50 MW dans le Hertfordshire en 2018. En février 2021, c'est le début de la construction d'une extension de stockage de batteries de 50 MW à Burwell, Cambridgeshire et d'un site de 40 MW à Barnsley, dans le Yorkshire du Sud.
En novembre 2017, l'entreprise américaine Tesla a installé un système de batterie de 100 MW à 129 MW en Australie-Méridionale. L'opérateur australien du marché de l'énergie a déclaré que cela « est à la fois rapide et précis, par rapport au service généralement fourni par une unité de production synchrone conventionnelle »,.
En décembre 2024 commence la construction d'un projet de stockage d’énergie à Cernay-lès-Reims, dans la Marne. La société TagEnergy a commandé 140 unités de stockage Tesla Megapack d'une puissance totale de 240 MW, dont la capacité de stockage de 480 MWh représente environ 20 % des besoins en électricité du département de la Marne. Le site sera opérationnel d’ici fin 2025 et permettra d'optimiser l’utilisation de l’électricité décarbonée, fournir de l’énergie pendant les périodes de pointe et renforcer la stabilité du réseau.
En décembre 2024, GazelEnergie inaugure à Carling, en Moselle, sur le site de la centrale Émile-Huchet, une ferme de batteries d'une puissance de 35 MW et d'une capacité de stockage de 44 MWh. Une deuxième tranche de 65 MWh d'ici 18 mois.
| La technique            | Pièces mobiles | Température ambiante | Inflammable | Matières toxiques | En production | Métaux rares |
| ----------------------- | -------------- | -------------------- | ----------- | ----------------- | ------------- | ------------ |
| Flux de vanadium        | Non            | Oui                  | Oui         | Non               | Oui           | Oui          |
| Métal liquide           | Oui            | Non                  | Non         | Oui               | Non           | Oui          |
| Sodium-Ion              | Oui            | Oui                  | Non         | Oui               | Non           | Oui          |
| Plomb-acide             | Oui            | Oui                  | Oui         | Non               | Oui           | Oui          |
| Batteries sodium-soufre | Oui            | Non                  | Non         | Oui               | Oui           | Oui          |
| Ni–Cd                   | Oui            | Oui                  | Oui         | Non               | Oui           | Non          |
| Al-ion                  | Oui            | Oui                  | Oui         | Oui               | Non           | Oui          |
| Li-ion                  | Oui            | Oui                  | Non         | Oui               | Oui           | Oui          |
| Fe-air                  | Non            | Non                  | Non         | Oui               | Non           | Oui          |

### Véhicules électriques

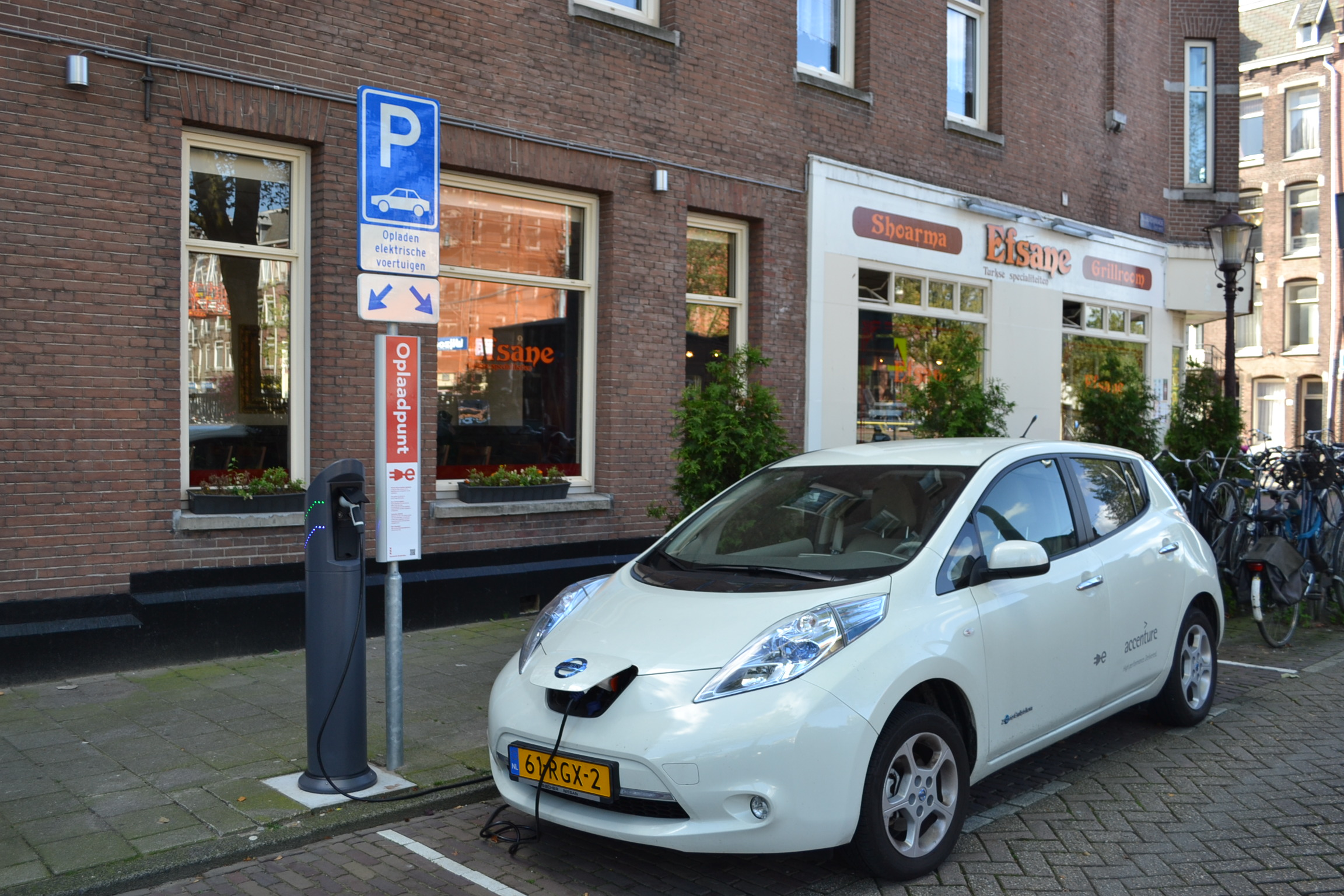
La Nissan Leaf, la voiture électrique la plus vendue au monde en 2015.

Les compagnies ont mis à l'étude la possibilité d'utiliser des véhicules électriques pour répondre à un pic de demande d'énergie. Un véhicule électrique à l'arrêt et branché pourrait vendre l'électricité de la batterie pendant les pics de charge et se recharger soit la nuit (à la maison), soit pendant les heures creuses.
Les voitures hybrides rechargeables ou électriques pourraient être utilisées,, pour leurs capacités de stockage d'énergie. La technique véhicule-réseau peut être utilisée, faisant tourner chaque véhicule avec ses batteries de 20 à 50 kWh dans un dispositif d'équilibrage de charge distribué ou d'alimentation d'urgence. Cela représente deux à cinq jours par véhicule pour des besoins domestiques moyens de 10 kWh par jour, en supposant une consommation annuelle de 3 650 kWh. Cette quantité d'énergie équivaut à 60  à 480 kilomètres d'autonomie pour ces véhicules consommant de 0,1 à 0,3 kilowatt par heure. Ces chiffres peuvent être atteints même dans les conversions de véhicules électriques pour le même foyer. Certains services publics d'électricité prévoient d'utiliser de vieilles batteries de véhicules rechargeables — ce qui donne parfois une batterie géante — pour stocker l'électricité,. Cependant, chaque cycle de stockage sollicite la batterie pour un cycle complet de charge-décharge, ce qui constitue un grand inconvénient à l'utilisation du stockage d'énergie du véhicule au réseau. Une étude majeure, toutefois, a montré qu'utilisé intelligemment, le stockage véhicule-réseau améliorait en fait la longévité des batteries. Les batteries lithium-ion conventionnelles (à base de cobalt) se dégradent avec le nombre de cycles - les batteries li-ion plus récentes ne le font pas de manière significative à chaque cycle et ont donc une durée de vie beaucoup plus longue. Réutiliser les batteries de véhicules non fiables dans un stockage de réseau dédié est une approche étudiée car elles devraient être tout de même opérationnelles dans ce rôle pendant dix ans. Si un tel stockage est effectué à grande échelle, il devient beaucoup plus facile de garantir le remplacement d'une batterie de véhicule dégradée en utilisation mobile, car l'ancienne batterie conserve une valeur opérationnelle et une utilisation immédiate.

### Volants d'inertie

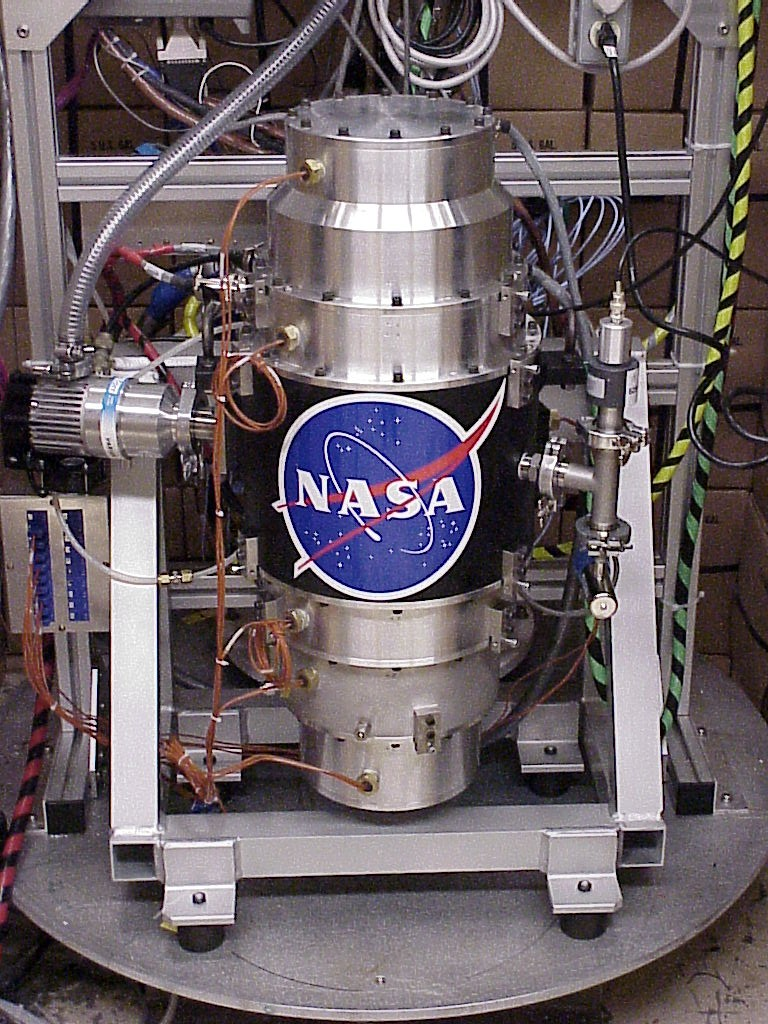
Volant d'inertie NASA G2

La base de ce mode de stockage est l'inertie mécanique. Lorsque l'énergie électrique fuse, un moteur électrique accélère un disque rotatif lourd. Le moteur devient générateur lorsque le flux de puissance est inversé, ralentissant le disque et produisant de l'électricité. L'énergie cinétique stocke donc de l'électricité. La friction de l'air se doit d'être réduite au minimum pour prolonger la durée de stockage d'énergie. On améliore donc le procédé en plaçant le volant d'inertie dans une chambre à vide d'air et en utilisant des paliers magnétiques, ce qui a tendance à rendre la méthode coûteuse. Les vitesses de rotation plus élevées permettent une plus grande capacité de stockage mais nécessitent des matériaux solides tels que l'acier ou des matériaux composites pour résister à la force centrifuge, et denses pour mieux potentialiser. Cependant, les niveaux de techniques de puissance et de stockage d'énergie qui rendent cette méthode économique ont tendance à rendre les volants d'inertie inadaptés à l'application générale du système d'alimentation ; ils sont probablement mieux adaptés aux applications de nivellement de charge sur les systèmes électriques ferroviaires et à l'amélioration de la qualité de l'énergie dans les systèmes d'énergie renouvelable tels que le système 20 MW en Irlande,.
Les applications utilisant le stockage par volant d'inertie sont celles qui nécessitent des efforts de puissance très élevées pendant de très courtes durées telles que le tokamak et les expériences laser où un moteur-générateur démarre jusqu'à vitesse de fonctionnement opérationnel et est partiellement ralenti pendant la décharge.
Le stockage du volant d'inertie est également actuellement utilisé pour permettre une alimentation ininterrompue de rotative diesel afin de fournir l'alimentation sans interruption (tels que ceux des grands centres de données) pour la continuité électrique nécessaire pendant le transfert – c'est-à-dire le temps relativement bref entre une coupure de courant sur le secteur et le réchauffement d'une source alternative, telle qu'un générateur diesel.
Cette solution potentielle a été mise en œuvre sur les îles de Graciosa et Flores aux Açores. Ce système utilise un volant d'inertie de 18 mégawatts-secondes pour améliorer la qualité de l'énergie et permettre ainsi une utilisation accrue des énergies renouvelables. Ces systèmes sont à nouveau conçus pour lisser les fluctuations transitoires de l'approvisionnement et ne pourraient pas faire face à une panne dépassant quelques jours.
Le fournisseur d'énergie privé Powercorp en Australie occidentale a développé des applications utilisant des éoliennes, des volants d'inertie et la technique diesel à faible charge (LLD) pour maximiser l'apport de vent aux petits réseaux. Un complexe installé à Coral Bay utilise des éoliennes couplées à un système de contrôle basé sur un volant d'inertie et des LLD. La technique du volant d'inertie permet aux éoliennes de fournir jusqu'à 95 % de l'approvisionnement énergétique de Coral Bay à certains moments, alors que la part annuelle totale de l'éolien est de 45 %.

### Hydrogène
Les moyens de stockage de l'énergie électrique par l'hydrogène est en cours de développement,. L'hydrogène est produit, puis comprimé ou liquéfié, stocké à la température de −252,882 °C, puis reconvertie en énergie électrique ou en chaleur. L'hydrogène peut être utilisé comme carburant pour la production d'énergie portable (véhicules) ou fixe. Comparé au stockage d'eau pompée et aux batteries, l'hydrogène a l'avantage d'être un carburant à haute densité énergétique.
L'hydrogène peut être produit soit par reformage du gaz naturel avec de la vapeur (le vaporeformage du gaz naturel produit du CO2 comme sous-produit), soit par électrolyse de l'eau en hydrogène et oxygène (voir production d'hydrogène). Deux techniques permettent d'augmenter l'efficacité de la production d'hydrogène : l'électrolyse à haute température et l'électrolyse à haute pression. Le stock d'hydrogène est ensuite reconverti en électricité dans un moteur à combustion interne ou une pile à combustible.
Le rendement AC-to-AC (restituant du courant alternatif) du stockage d'hydrogène s'est avéré être de l'ordre de 20 à 45 %, ce qui est économiquement désavantageux,. Le rapport de prix entre l'achat et la vente d'électricité doit être au moins proportionnel au rendement pour que le système soit viable. Les piles à combustible à hydrogène peuvent réagir assez rapidement pour réguler les fluctuations même rapides de la demande ou de l'offre d'électricité.
Les phases du cycle de l'hydrogène peuvent utiliser les infrastructures de gaz naturel, si les matériaux de construction du réseau, les normes de joints et de la pression de stockage sont compatibles.
Les équipements nécessaires au stockage de l'énergie hydrogène comprennent une unité d'électrolyse, des compresseurs ou liquéfacteurs d'hydrogène et des réservoirs.
Le biohydrogène est un procédé à l'étude pour produire de l'hydrogène à partir de la biomasse.
La micro-production combinée de chaleur et d'électricité (ou micro CHP) peut consommer de l'hydrogène comme combustible.
Certaines centrales nucléaires pourraient bénéficier d'une symbiose avec la production d'hydrogène. Les éléments des se retrouvent à hautes températures (950 à 1 000 °C) refroidissent par gaz ont le potentiel d'électrolyser l'hydrogène de l'eau par des moyens thermochimiques en utilisant la chaleur nucléaire comme dans le cycle soufre-iode. Les premiers réacteurs commerciaux sont attendus en 2030.
Un programme pilote communautaire au Canada utilisant des éoliennes et des générateurs d'hydrogène a été lancé en 2007 dans la communauté éloignée de Ramea, dans la province de Terre-Neuve-et-Labrador. Un projet similaire est a vu le jour en 2004 à Utsira, une petite municipalité insulaire norvégienne.

#### Stockage souterrain d'hydrogène
Le stockage souterrain de l'hydrogène est la pratique du stockage de l'hydrogène dans des cavernes, des dômes de sel et des champs de pétrole et de gaz épuisés,. L'entreprise britannique Imperial Chemical Industries (ICI) a stocké pendant de nombreuses années et sans aucune difficulté de grandes quantités d'hydrogène gazeuxdans des cavernes. Des travaux du consortium européen Hyunder ont indiqué en 2013 que 85 cavernes supplémentaires sont nécessaires pour le stockage de l'énergie éolienne et solaire, car elles ne peuvent pas être couvertes par les systèmes PHES et CAES.

#### Conversion d'électricité en gaz
La conversion d'électricité en gaz est une technique qui produit avec l'énergie électrique du combustible gazeux. Il existe deux méthodes : le craquage de l'eau, et l'électrolyse du dioxyde de carbone et de l'eau. La première consiste à utiliser l'électricité pour la séparation de l'eau et à injecter l'hydrogène produit dans le réseau de gaz naturel. La deuxième méthode, moins efficace, est utilisée pour convertir le dioxyde de carbone et l'eau en méthane, (voir gaz naturel) à l'aide de l'électrolyse et de la réaction de Sabatier. La production électrique excédentaire ou hors pointe générée par les éoliennes ou les panneaux solaires est ensuite utilisée pour l'équilibrage de charge dans le réseau énergétique. Le fabricant de piles à combustible Hydrogenics et le distributeur de gaz naturel Enbridge ont développé conjointement un tel système d'alimentation en gaz au Canada, utilisant les infrastructures existantes dédiées au gaz naturel pour l'hydrogène.
Le stockage d'hydrogène peut emprunter les conduites où un réseau de gaz naturel. Avant le passage au gaz naturel, les réseaux gaziers allemands étaient exploités au gaz de ville, composé majoritairement d'hydrogène. La capacité de stockage du réseau de gaz naturel allemand est supérieure à 200 000 GW·h ce qui représente plusieurs mois de besoin énergétique. À titre de comparaison, la capacité de toutes les centrales à accumulation par pompage allemandes ne s'élève qu'à environ 40 GW·h. Le transport de l'hydrogène à travers un réseau de conduites de gaz se fait avec beaucoup moins de perte que dans un réseau électrique (respectivement < 0,1 % et 8 % pour 1 000 km). Le projet NaturalHy a pour but d'étudier et mettre en œuvre l'utilisation des canalisations de gaz naturel existantes pour le transport l'hydrogène,.

#### Le concept power-to-ammoniac
Le concept power-to-ammoniac offre une voie de stockage d'énergie sans carbone avec une palette d'applications diversifiée. Lorsqu'il y a un surplus d'énergie à faible émission de carbone, elle peut être utilisée pour créer du carburant à base d'ammoniac. Celui-ci peut être produit en électrolysant l'eau — ce qui consiste à décomposer la molécule d'H2O en hydrogène et en oxygène avec de l'électricité —, puis en l'exposant à une température et une pression élevées pour combiner l'azote de l'air avec l'hydrogène, créant ainsi de l'ammoniac. Il est similaire au propane sous sa forme liquide, contrairement à l'hydrogène seul (sous forme gazeuse), difficile à stocker sous pression ou à liquéfier en cryogénie et à stocker à −253 °C.
Tout comme le gaz naturel, l'ammoniac stocké peut être utilisé comme combustible thermique pour le transport et la production d'électricité ou utilisé dans une pile à combustible. Un réservoir standard de 60 000 m3 d'ammoniac liquide contient environ 211 GWh d'énergie, soit l'équivalent de la production annuelle d'environ 30 éoliennes. L'ammoniac peut être brûlé sans polluer : seuls de l'eau et de l'azote sont émis, ou encore de manière très marginale des oxydes d'azote mais pas de CO2. L'ammoniac a de multiples usages en plus d'être un vecteur énergétique, il est à la base de la production de nombreux produits chimiques, dont la plus courante est celle des engrais. Compte tenu de cette flexibilité d'utilisation, et du fait que les infrastructures pour le transport, la distribution et l'utilisation en toute sécurité de l'ammoniac sont déjà en place, cela fait de l'ammoniac un bon candidat pour être un vecteur énergétique pour l'avenir, à grande échelle, sans émission de carbone.

### Hydroélectricité

#### Pompage-turbinage

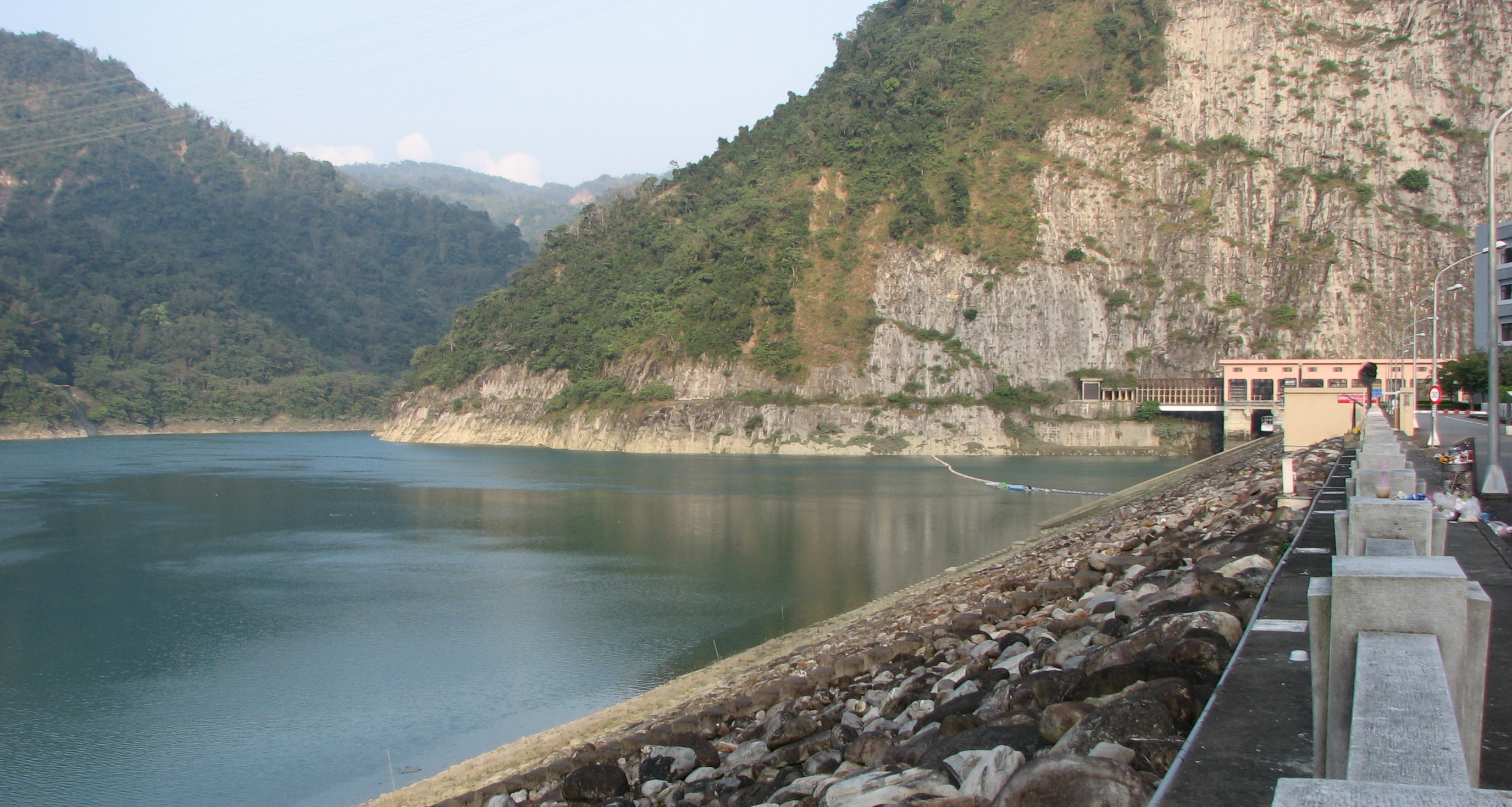
Barrage de la centrale hydroélectrique de pompage-turbinage de Mingtan à Nantou, Taiwan

En 2008, la capacité mondiale de production de stockage par pompage était de 104 GW, ou 127 GW selon d'autres sources, qui comprend la grande majorité de tous les types de stockage électrique du réseau - tous les autres types combinés représentent quelques centaines de MW.
Cette forme de stockage d'énergie est utilisée pour équilibrer la charge de production quotidienne, en pompant de l'eau vers un réservoir de stockage élevé pendant les heures creuses et les week-ends, en utilisant la capacité de charge de base excédentaires réseaux d'électricité du charbon ou nucléaires. Aux pics de demande d'électricité, l'eau peut être utilisée pour la production hydroélectrique, souvent comme réserve d'intervention rapide de grande valeur pour couvrir les pointes transitoires de la demande. Le stockage par pompage récupère environ 70 % à 85 % de l'énergie consommée et est actuellement la forme la plus rentable de stockage d'énergie de masse. Il nécessite généralement deux réservoirs proches à des hauteurs considérablement différentes et souvent des dépenses d'investissement considérables. Les emplacements propices sont rares et inégalement répartis sur les territoires.
Les systèmes de pompage ont une capacité de répartition élevée, ce qui signifie qu'ils peuvent être mis en ligne très rapidement, généralement en 15 secondes, ce qui est un atout pour s'adapter à la variabilité de la demande électrique des consommateurs. Il y a plus de 90 GW de stockage potentialisés, en exploitation, dans le monde, soit environ 3 % de la capacité de production mondiale instantanée. Les dispositifs de pompage-turbinage, tels que le système de stockage Dinorwig en Grande-Bretagne, détiennent cinq ou six heures de capacité de production et amortissent les variations de la demande.
Un autre exemple est la centrale de Tianhuangping, en Chine, d'une puissance de 1 836 MW, qui a une capacité de réservoir de huit millions de mètres cubes (soit le volume d'eau déversé par les chutes du Niagara en 25 minutes) avec une distance verticale de 600 m. Le réservoir peut fournir environ 13 GW·h d'énergie potentielle gravitationnelle stockée et convertible en électricité avec un rendement d'environ 80 %, soit environ 2 % de la consommation électrique quotidienne de la Chine.
On peut rajouter l'utilisation en appoint les énergies éoliennes ou solaires pendant leurs phases de production pour pomper l'eau. C'est un concept émergent d'optimisation du concept de stockage par pompage. Les éoliennes ou les cellules solaires qui entraînent directement des pompes à eau pour un barrage éolien ou solaire stockant l'énergie peuvent rendre ce processus plus efficace, mais sont limités. De tels systèmes ne peuvent augmenter le volume cinétique d'eau que pendant les périodes de vent et d'ensoleillement.

#### Barrages hydroélectriques

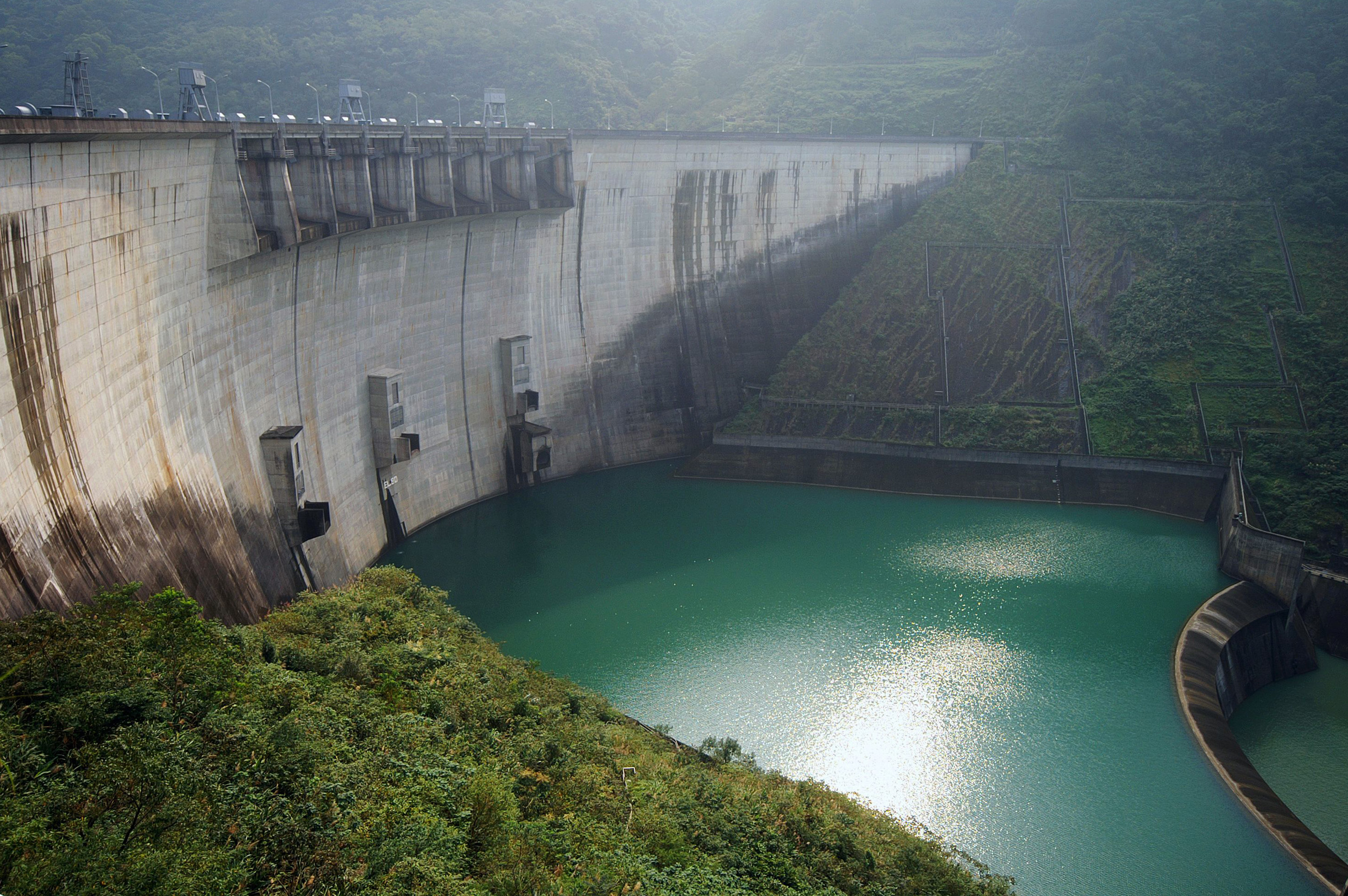
Barrage hydroélectrique de Fetsui à Nouveau Taipei, Taiwan

Les barrages hydroélectriques avec de grands réservoirs peuvent également être exploités pour fournir une production de pointe aux moments de pics de demande. L'eau remplit le réservoir pendant les périodes de faible demande et les turbines de l'usine sont mises en route lorsque la demande est plus élevée. L'effet net est le même que le pompage-turbinage, mais le remplissage est produit par un phénomène naturel (et donc gratuit). En fonction de la capacité du réservoir, la centrale peut fournir un suivi de charge quotidien, hebdomadaire ou saisonnier.
De nombreux barrages hydroélectriques existants sont relativement anciens (le barrage Hoover a été construit dans les années 1930…) et leur design original a précédé de plusieurs décennies le développement de nouvelles sources d'énergie intermittentes telles que l'éolien et le solaire. Une usine hydroélectrique construite à l'origine pour fournir une production d'électricité de base verra ses générateurs dimensionnés en fonction du débit moyen d'eau alimentant le réservoir de la retenue. La mise à niveau d'un tel ouvrage avec des générateurs supplémentaires augmente sa capacité de production en puissance de pointe, augmentant ainsi sa capacité à fonctionner comme une unité de stockage d'énergie de réseau virtuel,. Le Bureau of Reclamation des États-Unis dévoile un coût d'investissement de 69 $ par kilowatt de capacité pour optimiser les installations d'un barrage existant, contre plus de 400 $ par kilowatt pour les générateurs de pointe au mazout. Bien qu'un barrage hydroélectrique ainsi amélioré n'accumule pas directement l'énergie excédentaire des autres unités de production, il se comporte de manière analogue en accumulant son propre combustible — l'eau de rivière entrante — pendant les creux de production, les périodes de forte production des autres unités de production, et aussi grâce à certains phénomènes météorologiques naturels (pluies, fonte des neiges). Fonctionnant ainsi comme une unité de stockage de réseau virtuel, le barrage amélioré est l'une des formes de stockage d'énergie des plus efficaces, car il n'a pas de pertes dues au pompage, mais seulement par évaporation et des fuites.
Un barrage peut stocker et libérer une quantité d'énergie proportionnellement importante, en contrôlant le débit de la rivière et en élevant ou en abaissant le niveau de son réservoir de quelques mètres. L'exploitation des barrages rencontre des limites, la quantité de rejets est généralement soumise à une réglementation par les gouvernements pour limiter les risques écologiques et de sécurité civile pour les populations, l'agriculture et l'environnement en aval des rivières. Dans certaines configurations de réseau, les centrales thermiques, les éoliennes ou les centrales nucléaires produisent déjà un excès d'énergie la nuit, les barrages doivent tout de même libérer suffisamment d'eau pour maintenir des niveaux de rivière adéquats, que l'électricité soit produite ou non. À l'inverse, il existe une limite à la capacité de pointe, qui, si elle est excessive, pourrait provoquer la crue d'une rivière pendant quelques heures chaque jour.

### Énergie magnétique supraconductrice
Les systèmes supraconducteurs de stockage d'énergie magnétique (SMES pour superconducting magnetic energy storage) stockent l'énergie dans le champ magnétique créé par le flux de courant continu d'une bobine supraconductrice cryogéniquement refroidie à une température inférieure à sa température critique supraconductrice. Un système SMES typique comprend trois parties : une bobine supraconductrice, un système de conversion électrique et un dispositif de réfrigération cryogénique. Une fois la bobine supraconductrice chargée, le courant ne décroît pas et l'énergie magnétique peut être stockée indéfiniment. L'énergie stockée peut être restituée au réseau en déchargeant la bobine. Le système de conditionnement de puissance utilise un onduleur/redresseur pour transformer le courant alternatif (CA) en courant continu ou reconvertir le CC en courant CA. L'onduleur/redresseur provoque la perte d'environ 2 à 3 % d'énergie dans chaque direction. Les SMES sont les systèmes de stockage d'électricité les plus efficaces de toutes les autres méthodes de stockage d'énergie. En effet, le rendement aller-retour est supérieur à 95 %. Le coût élevé des supraconducteurs est le principal écueil à l'utilisation commerciale de ce système.
En raison des besoins énergétiques de la réfrigération et des limites de l'énergie totale pouvant être stockée, les SMES sont actuellement utilisés pour le stockage d'énergie de courte durée. De ce fait, ils sont le plus souvent consacrés à l'amélioration de la qualité de l'énergie. S'ils devaient être utilisés pour les services publics, il s'agirait de dispositifs de stockage chargés la nuit et répondant aux pics de demande pendant la journée.
La technique du stockage d'énergie magnétique supraconducteur n'est pas encore mature et des défis techniques doivent encore être surmontés pour qu'il devienne pratique.

### Thermique
Au Danemark, le stockage direct de l'électricité est perçu comme trop coûteux pour son utilisation à très grande échelle, bien qu'une part importante de l'énergie danoise provienne de l'hydroélectricité norvégienne. Au lieu de cela, la solution choisie consiste en l'utilisation de réservoirs de stockage d'eau chaude connectés à des systèmes de chauffage urbain, chauffés soit par des chaudières à électrodes, soit par des pompes à chaleur. La chaleur stockée est ensuite transmise aux habitations par des conduites de chauffage urbain.
La technique de stockage utilisant le sel fondu est une approche utilisée pour stocker la chaleur collectée par une tour solaire thermique, qui peut donc être utilisée pour produire de l'électricité par mauvais temps ou la nuit. Elle profite du phénomène chimique lors du changement d'état du sel.
Les systèmes de chauffage et de refroidissement des bâtiments peuvent être mis à contribution pour stocker l'énergie thermique dans la masse du bâtiment ou dans des réservoirs de stockage thermique dédiés. Ce stockage thermique peut fournir des services auxiliaires de transfert de charge ou même plus complexes en favorisant la consommation d'énergie (charge du stockage) pendant les heures creuses et en réduisant la consommation d'énergie (décharge du stockage) pendant les heures pleines. Par exemple, l'électricité hors pointe peut être utilisée pour fabriquer de la glace à partir d'eau, et celle-ci peut être stockée et utilisée pour refroidir l'air d'un grand bâtiment, ce qui aurait normalement nécessité l'usage de courant alternatif électrique, déplaçant ainsi la charge électrique vers les heures creuses. Dans d'autres systèmes, la glace stockée est utilisée pour refroidir l'air d'admission d'un générateur à turbine à gaz, en en augmentant ainsi la capacité de production de pointe et l'efficacité de pointe.
Un système de stockage d'électricité à chaleur pompée utilise un moteur thermique/pompe à chaleur hautement réversible pour pomper la chaleur entre deux réservoirs de stockage, en chauffant l'un et en refroidissant l'autre. La société d'ingénierie Isentropic, basée au Royaume-Uni qui développe un système de ce type, revendique une efficacité potentielle avec un rapport entre l'électricité entrante et sortante de 72 à 80 %.
Une batterie de Carnot est un type de système de stockage d'électricité qui reconvertit une accumulation de chaleur en électricité via des cycles thermodynamiques. Cette piste a été étudiée et développée par de nombreux projets de recherche récemment. L'un des avantages de ce type de système est que le coût à grande échelle et de longue durée du stockage thermique pourrait être bien inférieur à celui des autres techniques de stockage.

### Stockage d'énergie potentielle gravitationnelle avec des masses solides
Il existe un principe de stockage d'énergie alternatif consistant à confronter de grandes masses solides à la gravité. Le principe peut être mis en œuvre dans des anciens puits de mine, dans des tours construites à cet usage, où des poids massifs sont treuillés pour stocker l'énergie et permettent dans une descente contrôlée de la libérer,. Dans le stockage d'énergie ferroviaire, les wagons transportant des poids importants sont déplacés vers le haut ou vers le bas d'une section de voie ferrée inclinée, stockant ou libérant de l'énergie en conséquence. Dans le stockage d'énergie potentielle d'un puits de pétrole désaffecté, les poids sont augmentés ou abaissés dans un puits de pétrole profond et désaffecté.

## Économie
Le coût actualisé du stockage de l'électricité est un indice calcul qui dépend fortement du type et de l'objectif du stockage ; avec des repères temporels de fréquence à l'échelle inférieure à la seconde, les installations de pointe à l'échelle minute/heure ou le stockage saisonnier à l'échelle jour/semaine,,.
L'utilisation du stockage sur batterie coûterait entre 120 $ et 170 $ par MWh. Par comparaison, les turbines à gaz à cycle ouvert, depuis 2020, ont un coût d'environ 151 à 198 $/MWh.
D'une manière générale, le stockage de l'énergie est économique lorsque le coût marginal de l'électricité varie plus que les coûts de stockage et de récupération de l'énergie ajouté au prix de l'énergie perdue dans le processus. Par exemple, supposons qu'un réservoir de stockage de pompage puisse acheminer vers son réservoir supérieur un volume d'eau capable de produire 1 200 MW·h après prise en compte de toutes les pertes (évaporation, fuites du réservoir, pertes d'efficacité, etc.). Si le coût marginal de l'électricité pendant les heures creuses est de 15 $ par MW·h et que le réservoir fonctionne à un rendement de 75 % (c'est-à-dire que 1 600 MW·h sont consommés et 1 200 MW·h d'énergie sont récupérés), alors le coût total de remplissage du réservoir est de 24 000 $. Si toute l'énergie potentielle est vendue le lendemain pendant les heures de pointe pour une moyenne de 40 $ par MW·h, alors le réservoir dégagera 48 000 $ pour la journée, pour un bénéfice brut de 24 000 $.
D'autres paramètres participent au calcul ce qui fait que le coût marginal de l'électricité varie en raison des coûts d'exploitation et des carburants, variables selon les différentes catégories de générateurs. Les centrales électriques de production de base telles que les centrales thermiques au charbon et les centrales nucléaires sont des générateurs à faible coût marginal, car elles ont des coûts d'investissement et d'entretien élevés, mais des coûts de combustible faibles. À l'inverse, les centrales électriques de pointe telles que les centrales au gaz naturel à turbine à gaz brûlent du carburant coûteux, mais sont moins chères à la construction, à l'exploitation et à l'entretien. Pour minimiser le coût de fonctionnement global de la production d'électricité, les générateurs de charge de base fonctionnement quasiment en continu, tandis que les générateurs de puissance de pointe ne sont mis en route que lorsque cela est nécessaire, généralement lors du pic de demande. C'est ce qu'on appelle la « répartition économique ».
La demande d'électricité des différents réseaux mondiaux subit des variations au cours de la journée et d'une saison à l'autre. Pour l'essentiel, elle est satisfaite en faisant varier la quantité d'énergie électrique fournie par les sources primaires. Cependant, les opérateurs stockent de plus en plus l'énergie à moindre coût produite la nuit, et la redistribuent pendant les périodes de pointe de la journée, lorsqu'elle est plus utile. Les barrages hydroélectriques peuvent retarder la libération de l'énergie jusqu'à ce que la demande soit plus importante ; cette forme de stockage est courante et peut s'appuyer sur des réservoirs existants. Même si c'est différent du stockage d'énergie "excédentaire" produite ailleurs, l'effet net est le même, mais sans les pertes d'efficacité. Les productions renouvelables et intermittentes, comme celles de l'énergie éolienne et solaire, tendent à augmenter la variation nette de la charge électrique, augmentant ainsi les possibilités de stockage de l'énergie du réseau.
Il reste la possibilité peut être plus économique de trouver un marché alternatif pour l'électricité inutilisée, plutôt que d'essayer de la stocker. Le courant continu haute tension permet le transport de l'électricité, ne perdant que 3 % par millier de kilomètres.
La base de données internationale sur le stockage de l'énergie du département de l'énergie des États-Unis fournit une liste gratuite des projets de stockage de l'énergie du réseau, dont beaucoup montrent les sources et les montants de financement.

### Statistiques
Selon le cabinet d'études Wood Mackenzie, les capacités de stockage d'électricité par batteries installées en Europe atteignent en 2023 un peu plus de 11 GW et se concentrent essentiellement au Royaume-Uni (3,8 GW), en Allemagne (3,5 GW) et en Italie ((1,5 GW). En France, 0,7 GW sont installés. Selon Sébastien Clerc, directeur général de Voltalia, « en France métropolitaine, il y a très peu de besoins en batteries sur le réseau car on dispose d'un back-up de production électrique nucléaire ou au gaz. Par ailleurs, si l'on additionne le coût du solaire et du stockage, cela revient plus cher qu'une centrale nucléaire ». En juin 2022, le français NW lève 300 millions € pour mailler le territoire d'une multitude de batteries de 1 MW capables de se rémunérer en apportant des services au gestionnaire du réseau de transport d'électricité national et en servant de support à un réseau de bornes de recharge pour véhicules électriques.

### Nivellement de charge
Les paramètres pris en compte pour comprendre les variations de la demande d'électricité des consommateurs et de l'industrie sont les suivants :
- Saisonnier/climatique (pendant les hivers sombres, plus d'éclairage et de chauffage électriques sont nécessaires, tandis que dans d'autres climats, le temps chaud augmente le besoin de climatisation)
- Hebdomadaire (la plupart des industries ferment le week-end, ce qui réduit la demande)
- Journalier (comme le pic du matin lorsque les bureaux ouvrent et que les climatiseurs sont allumés)
- Horaire (mesurer les pics de puissance pendant les pauses publicitaires ou après les programmes lorsque les téléspectateurs vont allumer une bouilloire est une méthode pour estimer les chiffres d'écoute de la télévision au Royaume-Uni[105])
- Transitoire (fluctuations dues aux actions de l'individu, différences d'efficacité de transmission de puissance et autres petits facteurs qui doivent être pris en compte)

Il existe actuellement trois paramètres généraux pour analyser et répondre à l'évolution de la demande :
- Les appareils électriques ayant généralement une plage de tension de fonctionnement dont ils ont besoin, généralement 110–120 V ou 220–240 V. Les variations mineures de charge sont automatiquement lissées par de légères variations de la tension disponible sur le système.
- Les centrales électriques peuvent fonctionner en dessous de leur production normale, avec la possibilité d'augmenter la quantité qu'elles génèrent presque instantanément. C'est ce qu'on appelle la « réserve tournante ».
- Une génération supplémentaire peut être mise en ligne. Il s'agit généralement de turbines hydroélectriques ou à gaz, qui peuvent être démarrées en quelques minutes.

L'inconvénient des centrales de turbines à gaz de secours est que leurs coûts sont plus élevés et donc qu'elles demeurent des équipements de production onéreux inutilisés la plupart du temps. La réserve tournante a également un coût : les usines fonctionnant en dessous de la production maximale ont généralement une efficacité proportionnelle diminuée.
Le stockage de l'énergie du réseau est utilisé pour déplacer la production des heures de pointe vers les heures creuses. Les centrales électriques sont capables de fonctionner à leur efficacité maximale pendant les nuits et les week-ends.
Les stratégies de nivellement de l'offre et de la demande ont pour but de réduire le coût de la fourniture d'électricité de pointe ou de compenser les carences de la production intermittente des énergies éolienne et solaire.

### Portabilité
Ce domaine connaît un nombre d'applications croissant pour les techniques actuelles de stockage d'énergie. Les piles à usage unique et rechargeables sont omniprésentes et alimentent des appareils aux exigences aussi variées que les montres numériques et les voitures. Cependant, les progrès de la technique des batteries ont généralement été lents, une grande partie de l'amélioration de la longévité de la batterie étant attribuable à une gestion efficace de l'alimentation plutôt qu'à une capacité de stockage accrue. L'électronique grand public portable a grandement bénéficié de la miniaturisation et de puissance en rapport avec la loi de Moore. Malheureusement, ceci ne s'applique pas au domaine du transport de personnes et de marchandises ; les besoins énergétiques sous-jacents des transports demeurent beaucoup plus élevés que pour les besoins informatiques. La capacité des batteries est devenue un problème tandis que la nécessité augmente pour trouver des alternatives aux moteurs à combustion interne des voitures, camions, bus, trains, bateaux et avions. Ces utilisations nécessitent beaucoup plus de densité d'énergie (la quantité d'énergie stockée dans un volume ou un poids donné) que la technique actuelle des batteries ne peut fournir. Les hydrocarbures liquides (tels que l'essence /pétrole et le gazole), ainsi que les alcools (méthanol, éthanol et butanol) et les lipides (huile végétale pure, biogazole) ont des densités énergétiques plus grandes et de beaucoup.
Il existe des voies de synthétisation de l'utilisation de l'électricité pour convertir le dioxyde de carbone et l'eau en hydrocarbures liquides ou en alcool. Ces voies commencent par l'électrolyse de l'eau pour libérer de l'hydrogène, puis consistent à réduire le dioxyde de carbone avec un excès d'hydrogène résultant de la réaction inverse, la conversion gazeuse de l'eau. Les sources non fossiles de dioxyde de carbone, d'origine humaine, comprennent les usines de fermentation et les usines de traitement des eaux usées. La conversion de l'énergie électrique en carburant liquide carbonique a le potentiel de fournir un stockage d'énergie portable utilisable par le grand parc existant de véhicules à moteur et d'autres équipements les utilisant, sans les difficultés liées à la gestion de l'hydrogène ou d'un autre vecteur énergétique exotique. Ces voies de synthétisation peuvent attirer l'attention des pays dépendants des importations de pétrole, dans le cadre de leurs stratégies d'amélioration de sécurité énergétique. Pour cela ils doivent utiliser leur parc de production d'énergies renouvelables ou en créer un pour pallier la chute prévisible de la production pétrolière.
Le secteur des transports utilise le pétrole de manière très inefficace, ce qui fait que le remplacement du pétrole par l'électricité pour l'énergie mobile ne nécessitera pas d'investissements très importants sur de longues durées[réf. nécessaire].

### Fiabilité
Presque tous les appareils qui fonctionnent à l'électricité sont affectés par la coupure soudaine de leur alimentation électrique. Des équipements tels que les onduleurs (alimentation sans interruption) ou les générateurs de secours peuvent régler cet inconvénient, mais ils sont coûteux. Des méthodes efficaces de stockage d'énergie permettraient aux appareils d'avoir une sécurité intégrée contre les coupures de courant et réduiraient également l'impact d'une panne dans une centrale. Des exemples de ceci sont actuellement disponibles en utilisant des piles à combustible et des volants d'inertie.

## Lecture complémentaire
- (en) Sean Davies, Saving For a Windless day, The E&T Magazine, volume 5, numéro 9
- Richard Baxter, Energy Storage: A Nontechnical Guide, PennWell Books, 2006 (ISBN 978-1-59370-027-0, lire en ligne)